# 红色小提琴
《红色小提琴》（法語：Le Violon Rouge）是1998年上映的电影，由弗朗索瓦·吉拉尔执导，森姆·積遜、卡罗·切基、張艾嘉等主演。